# Keep Our Love Alive
«Keep Our Love Alive» es una canción realizada por el disc jockey y productor holandés Afrojack, con la colaboración del cantante estadounidense Matthew Koma, incluida en el álbum de estudio de Afrojack, Forget the World. Fue lanzada el 15 de mayo de 2014, como descarga digital a través de iTunes.